# Warora
Warora là một thành phố và là nơi đặt hội đồng đô thị (municipal council) của quận Chandrapur thuộc bang Maharashtra, Ấn Độ.

## Địa lý
Warora có vị trí 20°14′B 79°00′Đ / 20,23°B 79°Đ Nó có độ cao trung bình là 211 mét (692 feet).

## Nhân khẩu
Theo điều tra dân số năm 2001 của Ấn Độ, Warora có dân số 42.240 người. Phái nam chiếm 52% tổng số dân và phái nữ chiếm 48%. Warora có tỷ lệ 77% biết đọc biết viết, cao hơn tỷ lệ trung bình toàn quốc là 59,5%: tỷ lệ cho phái nam là 82%, và tỷ lệ cho phái nữ là 72%. Tại Warora, 12% dân số nhỏ hơn 6 tuổi.